# Список послов СССР и России в Индии
В статье представлен список послов СССР и России в Индии.

## Хронология дипломатических отношений
- 2—7 апреля 1947 года — установление дипломатических отношений на уровне посольств.
- 7 апреля 1947 года — установление консульских отношений.
- 13 апреля 1947 года — принято решение об обмене посольствами.

## Список послов
| Срок полномочий                   | Посол                                | Годы жизни | Вручение верительных грамот | Комментарии          |
| --------------------------------- | ------------------------------------ | ---------- | --------------------------- | -------------------- |
| СССР                              |                                      |            |                             |                      |
| 23 октября 1947 — 29 апреля 1953  | Кирилл Васильевич Новиков            | 1905—1983  | 1 января 1948               |                      |
| 29 апреля 1953 — 1 сентября 1953  | Иван Александрович Бенедиктов        | 1902—1983  | 4 июля 1953                 |                      |
| 1 сентября 1953 — 26 октября 1957 | Михаил Алексеевич Меньшиков          | 1902—1976  | 2 ноября 1953               |                      |
| 26 октября 1957 — 22 апреля 1959  | Пантелеймон Кондратьевич Пономаренко | 1902—1984  | 19 декабря 1957             |                      |
| 22 апреля 1959 — 12 апреля 1967   | Иван Александрович Бенедиктов        | 1902—1983  | 27 июня 1959                |                      |
| 20 июня 1967 — 26 апреля 1973     | Николай Михайлович Пегов             | 1905—1991  | 14 сентября 1967            |                      |
| 1973 — 1974                       | Вил Константинович Болдырев          | 1924—2003  |                             | Временный поверенный |
| 2 января 1974 — 24 декабря 1977   | Виктор Фёдорович Мальцев             | 1917—2003  | 21 января 1974              |                      |
| 24 декабря 1977 — 20 января 1983  | Юлий Михайлович Воронцов             | 1929—2007  | 3 апреля 1978               |                      |
| 21 января 1983 — 26 августа 1988  | Василий Назарович Рыков              | 1918—2011  | 5 апреля 1983               |                      |
| 26 августа 1988 — 15 июля 1991    | Виктор Фёдорович Исаков              | 1932—      |                             |                      |
| 15 июля 1991 — 25 декабря 1991    | Анатолий Матвеевич Дрюков            | 1936—2023  |                             |                      |
| Российская Федерация              |                                      |            |                             |                      |
| 25 декабря 1991 — 1 мая 1996      | Анатолий Матвеевич Дрюков            | 1936—2023  |                             |                      |
| 1 мая 1996 — 11 ноября 1999       | Альберт Сергеевич Чернышёв           | 1936—2012  |                             |                      |
| 11 ноября 1999 — 29 июля 2004     | Александр Михайлович Кадакин         | 1949—2017  |                             |                      |
| 29 июля 2004 — 27 октября 2009    | Вячеслав Иванович Трубников          | 1944—2022  |                             |                      |
| 27 октября 2009 — 26 января 2017  | Александр Михайлович Кадакин         | 1949—2017  | 20 ноября 2009              |                      |
| 18 августа 2017 — 12 января 2022  | Николай Ришатович Кудашев            | 1958—      | 26 октября 2017             |                      |
| 12 января 2022 — настоящее время  | Денис Евгеньевич Алипов              | 1970—      | 16 марта 2022               |                      |